# Running to the Edge of the World
Running to the Edge of the World – trzeci singiel grupy Marilyn Manson z ich siódmego albumu The High End of Low.